# Miuosh
Miuosh, właśc. Miłosz Paweł Borycki (ur. 14 października 1986 w Katowicach) – polski raper, autor tekstów i producent muzyczny, a także przedsiębiorca.
Działalność artystyczną podjął na początku XXI w. w katowickim zespole hip-hopowym Projektor. Wraz z grupą występował do 2011, kiedy to z dorobkiem dwóch dostępnych w powszechnej sprzedaży albumów Projektor został rozwiązany. Równolegle Miuosh współtworzył krótkotrwały projekt Perwer Squad.
W 2007 rozpoczął solową działalność artystyczną wydaniem albumu pt. Projekcje który jednak nie zyskał szerszego rozgłosu na krajowej scenie muzyki hip-hopowej. Kolejne nagrania Boryckiego ukazały się na następujących płytach: Maue LP (nielegal, 2007), Fandango Gang (oraz Bas Tajpan, 2009), Pogrzeb (2009) oraz Piąta strona świata (2011). Znaczący sukces komercyjny odniósł za sprawą wydanego w 2012 solowego albumu pt. Prosto przed siebie, który został wyróżniony certyfikatem platynowej płyty i dotarł do drugiego miejsca zestawienia OLiS. Album przyczynił się także do zainteresowania publiczności poprzednim dorobkiem artystycznym rapera. Status złotej płyty uzyskał wydany rok wcześniej album Piąta strona świata, natomiast Projekcje trafiły na krajową listę przebojów (OLiS).
Od 2010 jest członkiem zespołu 19SWC. Współpracował ponadto z wykonawcami, takimi jak m.in.: Donatan, Firma, Onar, Paluch, Pokahontaz, Rahim, Smagalaz, Toony, Vienio, Pawbeats oraz White House.
Poza działalnością artystyczną od 2007 prowadzi wytwórnię płytową Fandango Records. Wcześniej był związany z oficyną MaxFloRec, której był współzałożycielem.

## Życiorys
Ma młodszego brata Bartosza, który również jest raperem, członkiem formacji 19SWC, a także jego hypemanem. Ich matka pochodziła z rodziny górniczej, a ojciec z rodziny inteligenckiej. Ojciec był informatykiem na kopalni, a matka była urzędniczką, która po narodzinach synów zajęła się prowadzeniem domu. W okresie gimnazjalnym został wyrzucony ze szkoły za nieodpowiednie zachowanie, po czym trafił do prywatnej szkoły. Wtedy też zainteresował się rapem i zaczął tworzyć pierwsze bity. W wieku 18 lat zaaranżował amatorskie studio nagraniowe w piwnicy domu swoich rodziców. Studiował politologię, a później dziennikarstwo. W okresie studiów odbył miesięczne staże: jako kinooperator i elektroakustyk w kinie Rialto oraz dziennikarz w tygodniku „Goniec Górnośląski”.

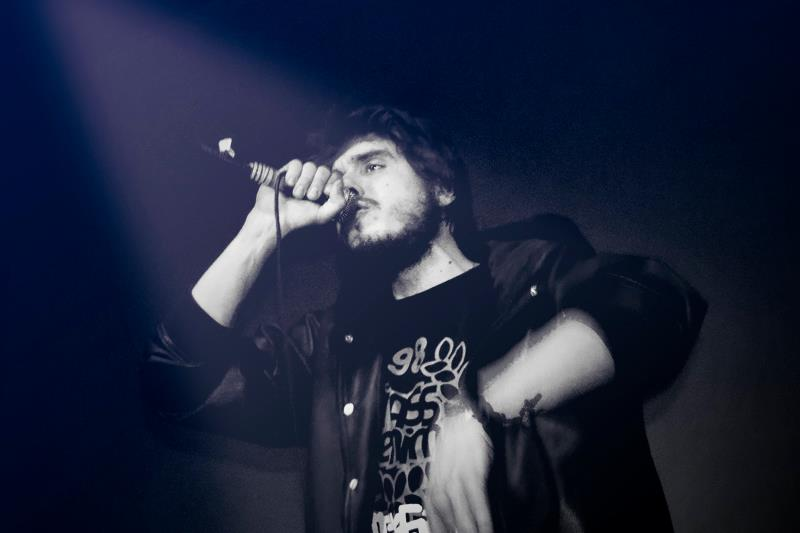
Miuosh podczas koncertu w 2012

Działalność artystyczną podjął w 2001 występem podczas finału Wielkiej Orkiestry Świątecznej Pomocy w Mikołowie. Przez trzy lata tworzył w zespole Projektor, którego był współzałożycielem i z którym wydał w 2003 nielegal pt. CD-N. W 2004 został współwłaścicielem MaxFloStudio, którego założycielem był Rahim. W latach późniejszych utworzył zespół Perwer Squad wraz z muzykami, takimi jak DJ Bambus, Minix czy Puq. W 2006 wraz z Rahimem założył wytwórnię płytową MaxFloRec, a w kwietniu do powszechnej sprzedaży trafiła pierwsza płyta składu Projektor pt. Miraż. Następnie we wrześniu ukazała się jedyna produkcja Perwer Squad – Mixtape Vol.1, po czym projekt został zarzucony. Wcześniej Miuosh gościł na nielegalu Textyla – Ten sam.
18 czerwca 2007 nakładem MaxFloRec wydał swój debiutancki solowy album studyjny ptz Projekcje. W ramach promocji do pochodzących z płyty piosenek „Meksyk” i „Co mam mówić im” nakręcił teledyski. W międzyczasie założył oficynę Fandango Records, kończąc tym samym współpracę z Rahimem w MaxFloRec. Pod koniec 2007 opublikował w Internecie nielegal pt. Maue LP. Rok później wystąpił gościnnie na jednym z pierwszych albumów wydanych przez jego własną oficynę – Pesante – Psycho.Lodz.Y.
21 lutego 2009 nakładem Fandango Records ukazał się wspólny album Miuosha i Bas Tajpana pt. Fandango Gang, której produkcji podjął się Borycki. 31 października 2009 wydał kolejny solowy album pt. Pogrzeb, który promował teledyskami do utworów: „Znam swe miejsce”, „Zły”, „List do B” i „Pogrzeb”. W międzyczasie wystąpił gościnnie na albumie Firmy pt. NieLegalne Rytmy. Kontynuacja. Rok później gościnnie wziął udział w licznych produkcjach, takich jak: Piero – Beatmaker, Majorr – Antikings, Smagalaz – Czillen Am Grillen, DJ Cube – Forfiter, Karim – Wiem, że warto oraz Bas Tajpan – Korzenie i kultura. Także w 2010 wraz z Bemerem, Booryzem i Stabolem założył zespół 19SWC.
15 kwietnia 2011 wydał następny solowy album pt. Piąta strona świata, którego tytułem bezpośrednio nawiązał do powieści Kazimierza Kutza i na którym umieścił teksty poruszające głównie problemy społeczne Śląska i jego mieszkańców. W ramach promocji albumu nakręcił teledyski do utworów: „Patos”, „Więcej niż możesz”, „Nie zapomnij skąd jesteś”, „Piąta strona świata” oraz „Każde”. Wcześniej, w marcu tego samego roku, gościł na kolejnej płycie krakowskiej formacji Firma – Nasza broń to nasza pasja w piosence „Zejdź na ziemię”. Rymował także na wydanych pod koniec roku płytach: Syntetyczna mafia Palucha i Dorosłem do rapu Onara. Również w 2011 zakończył działalność swojego zespołu Projektor. Ostatnią pozycją w dyskografii grupy był remiks album pt. Remiraż, który stanowiły zremiksowane piosenki pochodzące z albumu Miraż w wykonaniu m.in. producentów, takich jak: Bob’Air, Zeus, Sherlock, Sebakk czy Julas.
Na początku 2012 ukazał się debiutancki album składu 19SWC pt. Dziewiętnaście stopni w cieniu. W maju ukazały się produkcje, w których gościnnie rymował Miuosh: 5 złotych zasad duetu Voskovy (utwór „Sezon żniw”) i Kodex 4 grupy White House (utwór „Mój Kodex”). Do drugiej z piosenek powstał także teledysk z udziałem rapera. W kolejnym miesiącu został wydany materiał NNFoF pt. No Name Full of Fame, na którym znalazł się utwór „KATO” z udziałem HST i Miuosha. 20 października 2012 do sprzedaży trafił kolejny album solowy Miuosha pt. Prosto przed siebie, który dotarło do drugiego miejsca zestawienia OLiS. Jednocześnie na liście znalazły się poprzednio nienotowane płyty Projekcje i Piąta strona świata, które uplasowały się, odpowiednio, na 31. i 24. miejscu. Ciesząca się popularnością płyta Prosto przed siebie była promowana wideoklipami do piosenek: „Na zawsze”, „Dowód”, „Stój”, „Róże z betonu”, „Reprezent”, „Nie mamy skrzydeł”, „Szczury” oraz „Matka i krew”. W międzyczasie Miuosh gościł na albumie producenckim Donatana pt. Równonoc. Słowiańska dusza w utworze „Jestem stąd jestem sobą” (z Ero, Małpą i Pelsonem. Wcześniej, we wrześniu, do sprzedaży trafił także mixtape zespołu 19SWC pt. Stawiam w ciemno. Pod koniec roku, kolejno we wrześniu i w grudniu, płyty Piąta strona świata oraz Prosto przed siebie uzyskały status złotej, sprzedając się w nakładzie 15 tys. egzemplarzy. Natomiast w marcu 2013 Prosto przed siebie i w grudniu 2015 Piąta strona świata uzyskały status platynowej płyty, sprzedając się w nakładzie 30 tys. kopii. W marcu 2016 album Prosto przed siebie uzyskał status podwójnej platynowej płyty, sprzedając się w nakładzie 60 tys. egzemplarzy.

## Życie prywatne
Żonaty z Sandrą, ma córkę Korę.

## Dyskografia
Albumy
| Rok                                          | Dane dot. albumu | Pozycja na liście | Sprzedaż       | Certyfikat                 |
| Rok                                          | Dane dot. albumu | POL               | Sprzedaż       | Certyfikat                 |
| -------------------------------------------- | --- | ----------------- | -------------- | -------------------------- |
| 2007                                         | Projekcje - Data: 18 czerwca 2007 - Wydawca: MaxFloRec                                                               | 31                |                |                            |
| 2007                                         | Maue LP - Data: 3 listopada 2007 - Wydawca: brak (nielegal)                                                          | –                 |                |                            |
| 2009                                         | Fandango Gang (oraz Bas Tajpan) - Data: 21 lutego 2009 - Wydawca: Fandango Records                                   | –                 |                |                            |
| 2009                                         | Pogrzeb - Data: 31 października 2009 - Wydawca: Fandango Records                                                     | 50                | - POL: 15 000+ | - ZPAV: złota płyta        |
| 2011                                         | Piąta strona świata - Data: 15 kwietnia 2011 - Wydawca: Fandango Records                                             | 24                | - POL: 30 000+ | - ZPAV: platynowa płyta    |
| 2012                                         | Prosto przed siebie - Data: 20 października 2012 - Wydawca: Fandango Records                                         | 2                 | - POL: 60 000+ | - ZPAV: 2× platynowa płyta |
| 2013                                         | Nowe światło (oraz Onar) - Data: 18 października 2013 - Wydawca: Step Records                                        | 2                 | - POL: 15 000+ | - ZPAV: złota płyta        |
| 2014                                         | Pan z Katowic - Data: 25 września 2014 - Wydawca: Fandango Records                                                   | 1                 | - POL: 15 000+ | - ZPAV: złota płyta        |
| 2015                                         | Ulice bogów. Produkcja Fleczer - Data: 7 października 2015 - Wydawca: Fandango Records                               | 1                 | - POL: 15 000+ | - ZPAV: złota płyta        |
| 2016                                         | Historie (oraz Andrzej Smolik i Natalia Grosiak) - Data: 29 lipca 2016 - Wydawca: MPW                                | 15                |                |                            |
| 2017                                         | POP. - Data: 17 marca 2017 - Wydawca: Fandango Records                                                               | 3                 | - POL: 15 000+ | - ZPAV: złota płyta        |
| 2020                                         | Powroty - Data: 24 stycznia 2020 - Wydawca: Fandango Records                                                         | 3                 |                |                            |
| 2021                                         | Pieśni współczesne (oraz Zespół Pieśni i Tańca „Śląsk”) - Data: 24 września 2021 - Wydawca: Fandango Records         | 2                 | - POL: 60 000+ | - ZPAV: 2× platynowa płyta |
| 2023                                         | Początek - Data: 22 września 2023 - Wydawca: Fandango Records                                                        | 3                 |                |                            |
| 2024                                         | Pieśni współczesne. Tom II (oraz Zespół Pieśni i Tańca „Śląsk”) - Data: 20 września 2024 - Wydawca: Fandango Records | 3                 |                |                            |
| 2025                                         | Sierpniowe (oraz Julia Pietrucha) - Data: 25 lipca 2025 - Wydawca: Fandango Records                                  | 2                 |                |                            |
| „ –” album nie był notowany na danej liście. | |                   |                |                            |

Albumy koncertowe
| Rok  | Dane dot. albumu | Pozycja na liście | Sprzedaż       | Certyfikat          |
| Rok  | Dane dot. albumu | POL               | Sprzedaż       | Certyfikat          |
| ---- | --- | ----------------- | -------------- | ------------------- |
| 2015 | 2015 (oraz Jimek i Narodowa Orkiestra Symfoniczna Polskiego Radia) - Data: 17 czerwca 2015 - Wydawca: Fandango Records                          | 5                 | - POL: 15 000+ | - ZPAV: złota płyta |
| 2016 | Panowie z Katowic. Live (oraz FDG Orkiestra) - Data: 22 listopada 2016 - Wydawca: Fandango Records                                              | 22                |                |                     |
| 2018 | Miuosh / Smolik / NOSPR (oraz Andrzej Smolik i Narodowa Orkiestra Symfoniczna Polskiego Radia) - Data: 25 maja 2018 - Wydawca: Fandango Records | 8                 | - POL: 15 000+ | - ZPAV: złota płyta |
| 2022 | Pieśni współczesne (Live at Cavatina Hall) (oraz Zespół Pieśni i Tańca „Śląsk”) - Data: 8 lipca 2022 - Wydawca: Fandango Records                | 2                 | - POL: 15 000+ | - ZPAV: złota płyta |

Kompilacje
| Rok                                          | Dane dot. albumu                                                                           | Pozycja na liście |
| Rok                                          | Dane dot. albumu                                                                           | POL               |
| -------------------------------------------- | ------------------------------------------------------------------------------------------ | ----------------- |
| 2014                                         | Piąta strona świata/Prosto przed siebie - Data: 3 grudnia 2014 - Wydawca: Fandango Records | 20                |
| 2016                                         | XV - Data: 18 czerwca 2016 - Wydawca: Fandango Records                                     | –                 |
| „ –” album nie był notowany na danej liście. |                                                                                            |                   |

Minialbumy
| Rok                                          | Dane dot. albumu                                                               | Pozycja na liście |
| Rok                                          | Dane dot. albumu                                                               | POL               |
| -------------------------------------------- | ------------------------------------------------------------------------------ | ----------------- |
| 2015                                         | Ulice bogów. Suplement - Data: 7 października 2015 - Wydawca: Fandango Records | –                 |
| 2016                                         | Czarne ballady. Wujek.81 - Data: 19 grudnia 2016 - Wydawca: Fandango Records   | 50                |
| „ –” album nie był notowany na danej liście. |                                                                                |                   |

Single
| Rok  | Tytuł                                                 | Sprzedaż      | Certyfikat              | Album                   |
| ---- | ----------------------------------------------------- | ------------- | ----------------------- | ----------------------- |
| 2015 | „Uderzenie” oraz Emes Milligan, Fleczer               | - POL: 10 000 | - ZPAV: złota płyta     | FDG MIIXtape            |
| 2017 | „Tramwaje i gwiazdy” (gościnnie: Katarzyna Nosowska)  | - POL: 10 000 | - ZPAV: złota płyta     | POP.                    |
| 2017 | „Miasto szczęścia” (gościnnie: Bajm)                  | - POL: 10 000 | - ZPAV: złota płyta     | POP.                    |
| 2018 | „Miasto szczęścia” (gościnnie: Natalia Grosiak)       | - POL: 10 000 | - ZPAV: złota płyta     | Miuosh / Smolik / NOSPR |
| 2018 | „Wizje” oraz Smolik, NOSPR (gościnnie: Piotr Rogucki) | - POL: 20 000 | - ZPAV: platynowa płyta | Miuosh / Smolik / NOSPR |

Inne
| Rok  | Album                                             | Uwagi                                                    | Źródło  |
| ---- | ------------------------------------------------- | -------------------------------------------------------- | ------- |
| 2005 | Pokahontaz – Receptura                            | gościnnie rap w utworze „Za szybcy się wściekli”         | [ 106 ] |
| 2006 | Textyl – Ten sam                                  | gościnnie rap w utworze „Maszyna”                        | [ 14 ]  |
| 2006 | Perwer Squad – Perwer Squad Mixtape vol.1         | członek zespołu                                          | [ 13 ]  |
| 2007 | Rahim – DynamoL                                   | gościnnie rap w utworze „To samo”                        | [ 107 ] |
| 2007 | Silesia na śląskich bitach (kompilacja)           | rap w utworze „Na co dzień”                              | [ 108 ] |
| 2008 | Pesante – Psycho.Lodz.Y                           | gościnnie rap w utworze „Dla nielicznych”                | [ 19 ]  |
| 2008 | DJ Motyl – Motyl Mixtape Vol. 1                   | gościnnie rap w utworze „Motyl Mixtape”                  | [ 109 ] |
| 2009 | Hemp Gru – Droga                                  | gościnnie rap w utworze „Właśnie tak”                    | [ 110 ] |
| 2009 | Firma – NieLegalne Rytmy. Kontynuacja             | gościnnie rap w utworach „Za ten kesz” i „Jedna prawda”  | [ 26 ]  |
| 2010 | Piero – Beatmaker                                 | gościnnie rap w utworze „Tak tu jest (Remix)”            | [ 27 ]  |
| 2010 | RapDuma Mixtape Vol.2 (kompilacja)                | rap w utworze „Duma”                                     | [ 111 ] |
| 2010 | Majorr – Antikings                                | gościnnie rap w utworze „Trzeba się bić (Lean Back)”     | [ 28 ]  |
| 2010 | Smagalaz – Czillen Am Grillen                     | gościnnie rap w utworze „Moi ludzie RMX”                 | [ 29 ]  |
| 2010 | DJ Cube – Forfiter                                | gościnnie rap w utworze „Forfiter 4/Forfiter 5”          | [ 30 ]  |
| 2010 | Karim – Wiem, że warto                            | gościnnie rap w utworze „Południe reprezentant (Bonus)”  | [ 31 ]  |
| 2010 | Bas Tajpan – Korzenie i kultura                   | gościnnie rap w utworze „Nie zatrzymasz mnie”            | [ 32 ]  |
| 2011 | Firma – Nasza broń to nasza pasja                 | gościnnie rap w utworze „Zejdź na ziemię”                | [ 40 ]  |
| 2011 | Paluch – Syntetyczna mafia                        | gościnnie rap w utworze „Nasz głos”                      | [ 41 ]  |
| 2011 | Chonabibe Mikstejp (kompilacja)                   | rap w utworze „Trzeba pić”                               | [ 112 ] |
| 2011 | Grube jointy 2: karani za nic (kompilacja)        | rap w utworze „Ta ziemia”                                | [ 113 ] |
| 2011 | Onar – Dorosłem do rapu                           | gościnnie rap w utworze „Powrót do treści”               | [ 42 ]  |
| 2012 | Voskovy – 5 złotych zasad                         | gościnnie rap w utworze „Sezon żniw”                     | [ 46 ]  |
| 2012 | Prosto Mixtape Kebs (kompilacja)                  | rap w utworze „Dług”                                     | [ 114 ] |
| 2012 | White House – Kodex 4                             | gościnnie rap w utworze „Mój Kodex”                      | [ 47 ]  |
| 2012 | NNFoF – No Name Full of Fame                      | gościnnie rap w utworze „KATO”                           | [ 49 ]  |
| 2012 | Donatan – Równonoc. Słowiańska dusza              | gościnnie rap w utworze „Jestem stąd jestem sobą”        | [ 60 ]  |
| 2013 | Cira – Plastikowy kosmos                          | gościnnie rap w utworze „Przybywa nam lat”               | [ 115 ] |
| 2013 | Vienio – Profil pokoleń vol. 1                    | gościnnie rap w utworze „To co czujesz to co wiesz 2013” | [ 116 ] |
| 2013 | Klasik – Bez pożegnania                           | gościnnie rap w utworze „Bez pożegnania”                 | [ 117 ] |
| 2013 | Pih – Dowód rzeczowy nr 3                         | gościnnie rap w utworze „Excelsior I”                    | [ 118 ] |
| 2013 | Mam Na Imię Aleksander – Nie myśl o mnie źle      | gościnnie rap w utworze „Dom”                            | [ 119 ] |
| 2014 | Vienio – Etos 2                                   | gościnnie rap w utworze „Prawo do kultury”               | [ 120 ] |
| 2014 | White House – Kodex 5 Elements                    | gościnnie rap w utworze „Nie ma szans”                   | [ 121 ] |
| 2014 | Rozbójnik Alibaba, Jan Borysewicz – Bal maturalny | gościnnie rap w utworze „Byliśmi”                        | [ 122 ] |
| 2014 | Planet ANM, Eljot Sounds – Universum              | gościnnie rap w utworze „Mentalista”                     | [ 123 ] |
| 2014 | Donatan, Cleo – Hiper/Chimera                     | gościnnie rap w utworze „Cofnąć czas”                    | [ 124 ] |
| 2014 | Egotrue – Definicja ego                           | gościnnie rap w utworze „Strefa widmo”                   | [ 125 ] |
| 2015 | Drużyna Mistrzów 3 (kompilacja)                   | rap w utworze „Re:minem”                                 | [ 126 ] |

## Teledyski
Solowe
| Rok  | Tytuł                                                       | Reżyseria                        | Album               | Źródło  |
| ---- | ----------------------------------------------------------- | -------------------------------- | ------------------- | ------- |
| 2007 | „Meksyk” (gościnnie: Puq)                                   | Przedmarańcza                    | Projekcje           | [ 16 ]  |
| 2007 | „Co mam mówić im”                                           | Dwaem Media Group                | Projekcje           | [ 17 ]  |
| 2009 | „Znam swe miejsce” (gościnnie: Siwydym)                     | TuNaDole Video                   | Pogrzeb             | [ 22 ]  |
| 2009 | „Zły”                                                       | Przedmarańcza                    | Pogrzeb             | [ 23 ]  |
| 2010 | „List do B”                                                 | TuNaDole Video                   | Pogrzeb             | [ 24 ]  |
| 2010 | „Pogrzeb” (gościnnie: PIH)                                  | Przedmarańcza                    | Pogrzeb             | [ 25 ]  |
| 2011 | „Patos”                                                     | Dobrekino Studio                 | Piąta strona świata | [ 35 ]  |
| 2011 | „Więcej niż możesz”                                         | New Black Films                  | Piąta strona świata | [ 36 ]  |
| 2011 | „Piąta strona świata” (gościnnie: Jan „Kyks” Skrzek)        | Przedmarańcza                    | Piąta strona świata | [ 37 ]  |
| 2011 | „Nie zapomnij skąd jesteś” (gościnnie: Paluch i Jr. Stress) | Smokestory Group                 | Piąta strona świata | [ 38 ]  |
| 2011 | „Każde”                                                     | The New Black                    | Piąta strona świata | [ 39 ]  |
| 2012 | „Na zawsze”                                                 | Toczy Videos                     | Prosto przed siebie | [ 52 ]  |
| 2012 | „Dowód”                                                     | Fifthside                        | Prosto przed siebie | [ 53 ]  |
| 2012 | „Stój” (gościnnie: Ero)                                     | The New Black                    | Prosto przed siebie | [ 54 ]  |
| 2012 | „Róże z betonu” (gościnnie: HiFi Banda)                     | Piotr Smoleński                  | Prosto przed siebie | [ 55 ]  |
| 2012 | „Reprezent” (gościnnie: Joka)                               | Piotr Smoleński, Michał Jagiełło | Prosto przed siebie | [ 56 ]  |
| 2012 | „Nie mamy skrzydeł”                                         | Piotr Smoleński                  | Prosto przed siebie | [ 57 ]  |
| 2012 | „Szczury” (gościnnie: Bisz)                                 | Piotr Smoleński                  | Prosto przed siebie | [ 58 ]  |
| 2013 | „Matka i krew”                                              | Łukasz Nowak, Paweł Bukowski     | Prosto przed siebie | [ 59 ]  |
| 2013 | „Bit, pot, alkohol” (gościnnie: Pyskaty i W.E.N.A.)         | Paweł Bukowski, Łukasz Nowak     | Prosto przed siebie | [ 127 ] |
| 2014 | „Corona”                                                    | Paweł Grabowski                  | Pan z Katowic       | [ 128 ] |
| 2014 | „Pan z Katowic”                                             | Paweł Grabowski                  | Pan z Katowic       | [ 129 ] |
| 2014 | „Absynt”                                                    | Grymuza                          | Pan z Katowic       | [ 130 ] |
| 2014 | „Krawędź” (gościnnie: Mam Na Imię Aleksander)               | Grymuza                          | Pan z Katowic       | [ 131 ] |
| 2014 | „Kaznodzieja”                                               | Grymuza                          | Pan z Katowic       | [ 132 ] |
| 2014 | „Rio”                                                       | Michał Jagiełło                  | Pan z Katowic       | [ 133 ] |
| 2015 | „Ulice Bogów”                                               | Michał Plebaniak                 |                     |         |
| 2015 | „Wizje (gościnnie: Budka Suflera)”                          | Michał Jagiełło                  |                     |         |

Współpraca
| Rok  | Tytuł                                                                                      | Reżyseria                        | Album         | Źródło  |
| ---- | ------------------------------------------------------------------------------------------ | -------------------------------- | ------------- | ------- |
| 2009 | „Jestem sobą” (oraz Bas Tajpan, gościnnie: Bob One)                                        | Przedmarańcza                    | Fandango Gang | [ 134 ] |
| 2009 | „Jak to jest” (oraz Bas Tajpan)                                                            | Przedmarańcza                    | Fandango Gang | [ 135 ] |
| 2013 | „Kilka słów” (oraz Onar)                                                                   | Piotr Smoleński, Michał Jagiełło | Nowe światło  | [ 136 ] |
| 2013 | „Born sinner” (oraz Onar; gościnnie: JWP)                                                  | Michał Plebaniak                 | Nowe światło  | [ 137 ] |
| 2013 | „Światło” (oraz Onar)                                                                      | Damian Bieniek                   | Nowe światło  | [ 138 ] |
| 2013 | „Jest wysoko” (oraz Onar, gościnnie: Pezet)                                                | Paweł Grabowski                  | Nowe światło  | [ 139 ] |
| 2013 | „Zostań” (oraz Onar)                                                                       | The New Black                    | Nowe światło  | [ 140 ] |
| 2015 | „Bawełna” (oraz Jimek i Narodowa Orkiestra Symfoniczna Polskiego Radia)                    | Cienamticartists                 | 2015          | [ 90 ]  |
| 2015 | „Nie mamy skrzydeł” (oraz Jimek i Narodowa Orkiestra Symfoniczna Polskiego Radia)          | Cienamticartists                 | 2015          | [ 141 ] |
| 2015 | „Reprezent” (oraz Jimek i Narodowa Orkiestra Symfoniczna Polskiego Radia, gościnnie: Joka) | Cienamticartists                 | 2015          | [ 142 ] |

Gościnnie
| Rok  | Tytuł                                                                                              | Reżyseria                           | Album                 | Źródło  |
| ---- | -------------------------------------------------------------------------------------------------- | ----------------------------------- | --------------------- | ------- |
| 2005 | Pokahontaz – „Za szybcy się wściekli” (gościnnie: Miuosh i Cichy)                                  | Xawery Tatarkiewicz                 | Receptura             | [ 143 ] |
| 2012 | White House – „Mój Kodex” (gościnnie: Miuosh)                                                      | The New Black                       | Kodex 4               | [ 48 ]  |
| 2013 | Cira – „Przybywa nam lat” (gościnnie: Miuosh, Hukos i Onar)                                        | Paweł Poździk, Michał White, sensi& | Plastikowy kosmos     | [ 144 ] |
| 2013 | Vienio – „To co czujesz to co wiesz 2013” (gościnnie: Tomek Lipiński i Miuosh)                     | DelaFlow                            | Profil pokoleń vol. 1 | [ 145 ] |
| 2013 | Mam Na Imię Aleksander – „Dom” (gościnnie: Miuosh)                                                 | Marcin Baran, Tomasz Kopański       | Nie myśl o mnie źle   | [ 147 ] |
| 2013 | Klasik – „Bez pożegnania” (gościnnie: Miuosh)                                                      | Paweł Bukowski                      | Bez pożegnania        | [ 148 ] |
| 2013 | Jopel – „Ocean strat” (gościnnie: Miuosh)                                                          | 4zero4                              | Katharsis             | [ 149 ] |
| 2014 | Vienio – „Prawo do kultury” (gościnnie: Bisz, Miuosh i Cheeba)                                     | Dariusz Szermanowicz                | –                     | [ 150 ] |
| 2014 | Pawbeats – „Dzień polarny” (gościnnie: Jinx, Miuosh, Bonson i Onar)                                | ML Filmz                            | Utopia                | [ 151 ] |
| 2015 | Diox – „Oni tego chcą Remix” (gościnnie: Miuosh, Mosad, Małach, Vienio, PMM, Haju, Tede i PeeRZet) | Dobrekino Studio                    | –                     | [ 152 ] |

Inne
| Rok  | Tytuł                                        | Reżyseria               | Album        | Źródło  |
| ---- | -------------------------------------------- | ----------------------- | ------------ | ------- |
| 2014 | Zeus, Miuosh, Te-Tris, LJ Karwel – „83-13”   | –                       | –            | [ 153 ] |
| 2015 | Miuosh, Emes Milligan, Fleczer – „Uderzenie” | Grymuza, Stanley Ipkiss | FDG MIIXtape | [ 154 ] |